# Maillard et Duclos
 (juin 2020).
Si vous disposez d'ouvrages ou d'articles de référence ou si vous connaissez des sites web de qualité traitant du thème abordé ici, merci de compléter l'article en donnant les références utiles à sa vérifiabilité et en les liant à la section « Notes et références ».
Pour les articles homonymes, voir Maillard et Duclos.
Maillard et Duclos est une entreprise de travaux publics (BTP) créée le 27 août 1957 par Jean Maillard et M. Duclos, filiale de la Lyonnaise des Eaux-Dumez. Elle fut numéro un du BTP en région Rhône-Alpes et très présente au Maroc.
Le 18 novembre 1993, Robert Bourachot, son PDG est mis en examen et écroué pour abus de biens sociaux, faux et usage de faux. Il révèle aux policiers l’existence de 27 millions de francs de fonds occultes destinés à des partis politiques et imposés par la maison mère de sa société, la Lyonnaise des Eaux-Dumez, dirigé par Jérôme Monod, ancien secrétaire général du RPR, proche de Jacques Chirac. Il met en cause plusieurs personnalités du RPR et de l’UDF, notamment Alain Juppé. 
Cette mise en examen a ouvert les investigations de la justice sur le financement illégal du RPR.
La société (rcs 757 200 613) n'a pas été radiée du registre du commerce mais n'exerce plus d'activité et n'a plus de salariés.